# Tauró pigmeu
El tauró pigmeu (Euprotomicrus bispinatus) és una espècie de tauró esqualiforme de la família dels dalàtids, el més petit de tots els taurons, les femelles fan 27 cm de longitud i els mascles 22.
Viu entre la superfície i els 1800 m de fondària.